# Крівіна (Мехедінць)
Крівіна (рум. Crivina) — село у повіті Мехедінць в Румунії. Входить до складу комуни Буріла-Маре.
Село розташоване на відстані 279 км на захід від Бухареста, 16 км на південний захід від Дробета-Турну-Северина, 100 км на захід від Крайови.

## Населення
За даними перепису населення 2002 року у селі проживали 875 осіб. Усі жителі села рідною мовою назвали румунську.
Національний склад населення села:
| Національність | Кількість осіб | Відсоток |
| -------------- | -------------- | -------- |
| румуни         | 845            | 96,6%    |
| цигани         | 30             | 3,4%     |